# معادلة كلاوزيوس-كلابيرون

مخطط الطور للماء. المحور الأفقي يعطي درجة الحرارة والمحور الرأسي يعطي الضغط. الخط الأخضر يمثل نقطة الانصهار وتغيرها بتغير الضغط.

معادلة كلاوزيوس-كلابيرون في الكيمياء المعادلة تحمل اسم معرفينها كلاوزيوس وكلابيرون من عام 1834م - وهي صيغة لوصف تحول طوري غير مستمر (بالإنجليزية: Discontinuous)‏ من طور لآخر (مثل تحول الثلج (طور صلب) إلى ماء (طور سائل)).
في مخطط الضغط ودرجة الحرارة P–T diagram تعرف الخط الذي بفصل بين الطورين بمنحنى الطورين. وتعطينا معادلة كلاوزيوس-كلابيرون انحدار مماس منحنى الطورين. والمعادلة هي :
{\displaystyle {\frac {\mathrm {d} P}{\mathrm {d} T}}={\frac {L}{T\,\Delta v}}}
حيث:
{\displaystyle \mathrm {d} P/\mathrm {d} T} هو انحدار خط التماس الملامس لمنحنى مخطط الضغط درجة الحرارة عند أي نقطة ,
{\displaystyle L} الحرارة الكامنة النوعية،
{\displaystyle T} درجة الحرارة,
{\displaystyle \Delta v} تغير الحجم النوعي للمادة عند انتقال المادة من طور إلى طور.

## مثال
تجيب المعادلة أيضا على السؤال : ما هو الضغط اللازم لانصهار الثلج غند درجة حرارة أقل بمقدار {\displaystyle {\Delta T}} من الصفر المئوي؟ 
```
(مع ملاحظة أن حجم الثلج يكون أكبر من حجم الماء، وهذه خاصية خاصة بالماء فقط ! فيكون فرق الحجم بعد الانصهار ذو إشارة سالبة.)
```

تقول المعادلة :
{\displaystyle {\Delta P}={\frac {L}{T\,\Delta v}}{\Delta T}}
ونقوم بالتعويض فيها بالمقادير :
{\displaystyle L} = 3.34×105 J/kg حرارة الانصهار للماء وهي بالجول/كيلوجرام,
{\displaystyle T} = 273 كلفن (درجة الحرارة),
{\displaystyle \Delta v} = −9.05×10−5 m³/kg (تغير حجم الثلج بتحوله إلى سائل، وهو هنا بالمتر المكعب/كيلوجرام),
فنحصل على:
{\displaystyle {\frac {\Delta P}{\Delta T}}} =− 13.5 MPa/K
، أي التغير في الضغط لكل درجة حرارة واحدة مقداره -5 و13 ميجا باسكال/ كلفن.
فإذا أردنا معرفة الضغط اللازم لانصهار الثلج عند درجة حرارة −7 تحت الصفر المئوي سيعادل وزن 1000 كيلوجرام على 1 سنتيمتر مربع [يعادل نحو 100 ضغط جوي].)

## اشتقاقها
```
(انظر 
معادلة كلابيرون
)
```

## اقرأ أيضا
| - معادلة كلابيرون - توازن ترموديناميكي - الحرارة - فضاء الطور - طاقة شمسية فضائية - عمل (ترموديناميك) - قانون بويل - قوانين الديناميكا الحرارية - معادلات دينامية حرارية - مقاومة التلامس الحراري | - كفاءة حرارية - حمل (فيزياء) - دورة كارنو - دورة رانكن - مبادل حراري - نظام حركة حرارية - مخطط درجة الحرارة والإنتروبي - مخطط الضغط والحجم - كمون دينامي حراري - معادلات بريدجمان - معادلة أنطوان |